# NGC 7319
NGC 7319 är en stavgalax på 210-340 miljoner ljusårs avstånd i stjärnbilden Pegasus. Den är medlem i Stephans kvintett.
NGC 7319 har två Seyfert-kärnor.